# Olosega

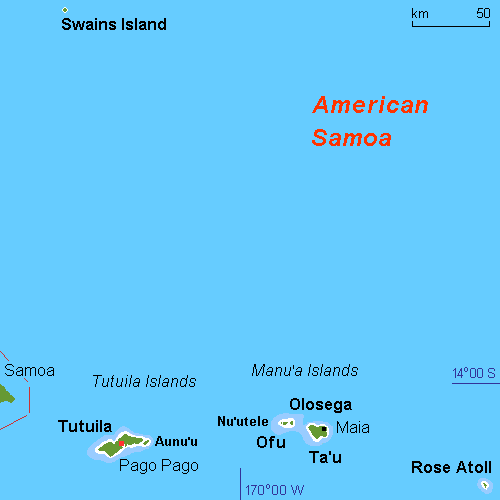
Lägeskarta

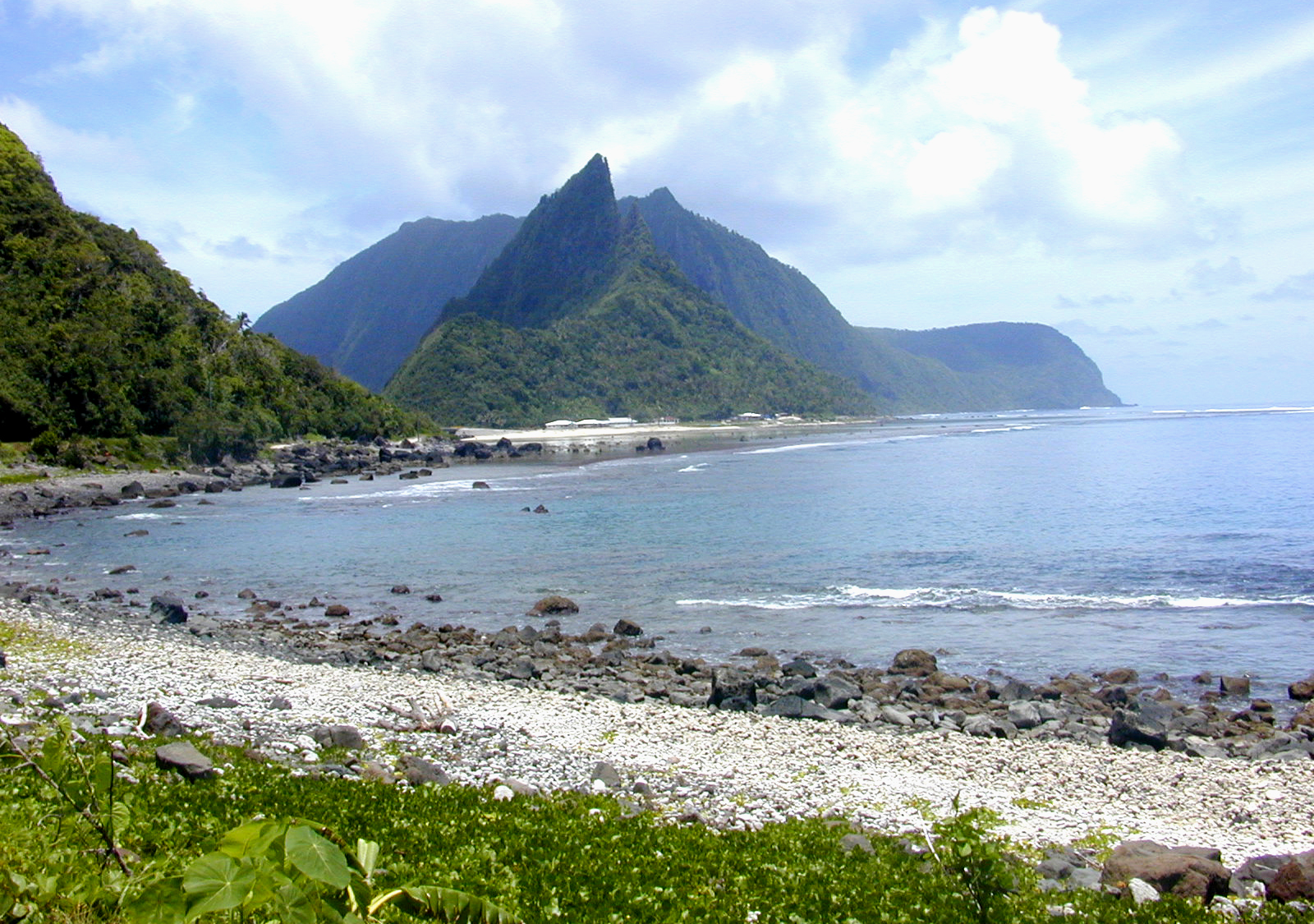
Olosega, Ofu i bakgrunden.

Olosega (engelska Olosega Island, samoanska  'Olosega) är en ö i Amerikanska Samoa i södra Stilla havet.

## Geografi
Olosega ligger cirka 96 km öster om huvudön Tutuila och cirka 10 km sydväst om Ta'ū bland Manu'aöarna.
Ön är av vulkaniskt ursprung och har en areal om cirka 3,9 km². Grannön Ofu ligger endast 75 meter öster om sundet Asaga Strait. Öarna omges av ett korallrev.
Den högsta höjden är Piumafua Mountain på ca 639 m ö.h. på öns mellersta del.
Befolkningen uppgår till ca 216 invånare där de flesta bor i huvudorten Olosega på öns västra del. Förvaltningsmässigt utgör ön 1 county (län) i distriktet Manu'adistrict.
Ön kan endast nås via bron då den saknar flygplats eller riktig hamn.

## Historia
Samoaöarna beboddes av polynesier sedan 1000-talet f.Kr..
1866 fick en undervattenvulkan ca 3 km sydöst om Olosega ett kraftigt utbrott.
Den 16 juli 1904 övergick Olosega tillsammans med övriga Manu'aöarna formellt till USA:s förvaltning efter Samoaöarnas delning genom Berlinfördraget..
Olosega förvaltades av den amerikanska flottan (US Navy) från den 17 februari 1900 till den 29 juni 1951 då förvaltningen övergick till det amerikanska inrikesdepartementet (US Department of the Interior).
I början på 1970-talet byggdes den bron som numera förbinder Ofu och Olosega.